# Municipio de Pleasant Valley (condado de Grundy)
El municipio de Pleasant Valley (en inglés: Pleasant Valley Township) es un municipio ubicado en el condado de Grundy, en el estado estadounidense de Iowa.

## Geografía
El municipio de Pleasant Valley se encuentra ubicado en las coordenadas 42°30′47″N 92°50′58″O / 42.51306, -92.84944. Según la Oficina del Censo de los Estados Unidos, el municipio tiene una superficie total de 92.12 km², toda ella tierra firme.

## Demografía
Según el censo de 2010, había 284 personas residiendo en el municipio de Pleasant Valley. La densidad de población era de 3,08 hab./km². De los 284 habitantes, el municipio de Pleasant Valley estaba compuesto por el 99.65% blancos y el 0.35% pertenecían a dos o más razas. Del total de la población, el 0.7% eran hispanos o latinos de cualquier raza.